# Banca centrale del Brasile
La Banca centrale del Brasile (portoghese:  Banco Central do Brasil) è stata costituita il 31 dicembre 1964.
La Banca centrale è collegata al Ministero delle finanze e, come tutte le altre banche centrali, è la principale autorità monetaria del paese.
L'autorità alla Banca centrale è stata conferita al momento della fondazione da tre diverse istituzioni: l'Ufficio della valuta e del credito (SUMOC), la Banca del Brasile (BB) e il Tesoro nazionale.
Uno dei principali strumenti di politica monetaria della Banca centrale del Brasile è il tasso overnight, denominato tasso Selic (PT:  Sistema Especial de Liquidação e Custodia).
La Banca è attiva nel promuovere una politica di inclusione finanziaria ed è un membro di spicco dell'Alleanza per l'inclusione finanziaria, un'associazione che incoraggia l'interazione e lo scambio delle conoscenze di settore fra policy makers, banchieri e stakeholder del settore finanziario.
La Banca centrale è anche una delle diciassette istituzioni di regolamentazione dei programmi nazionali di inclusione finanziaria nel quadro della dichiarazione Maya.

## Elenco dei presidenti
Dall'anno della fondazione (1964) ad oggi si sono alternati al vertice della Banca Centrale del Brasile ventotto presidenti:
| Progr. | Presidente                                   | Periodo                             |
| ------ | -------------------------------------------- | ----------------------------------- |
| I      | Dênio Chagas Nogueira                        | 12 aprile 1965 - 21 marzo 1967      |
| II     | Rui Aguiar da Silva Leme                     | 31 marzo 1967 - 8 febbraio 1968     |
| III    | Ari Burguer (interim)                        | 8 febbraio 1968 - 20 febbraio 1968  |
| IV     | Ernane Galvêas                               | 21 febbraio 1968 - 15 marzo 1974    |
| V      | Paulo Hortêncio Pereira Lira                 | 15 marzo 1974 -15 marzo 1979        |
| VI     | Carlos Brandão                               | 15 marzo 1979 - 17 agosto 1979      |
| VII    | Ernane Galvêas                               | 17 agosto 1979 - 18 gennaio 1980    |
| VIII   | Carlos Geraldo Langoni                       | 18 gennaio 1980 -5 settembre 1983   |
| IX     | Affonso Celso Pastore                        | 5 settembre 1983 - 14 marzo 1985    |
| X      | Antonio Carlos Braga Lemgruber               | 15 marzo 1985 - 28 agosto 1985      |
| XI     | Fernão Carlos Botelho Bracher                | 28 agosto 1985 - 11 febbraio 1987   |
| XII    | Francisco Gros                               | 11 febbraio 1987 - 30 aprile 1987   |
| XIII   | Lício de Faria (interim)                     | 30 aprile 1987 - 4 maggio 1987      |
| XIV    | Fernando Milliet                             | 5 maggio 1987 - 9 marzo 1988        |
| XV     | Elmo de Araújo Camões                        | 9 marzo 1988 - 22 giugno 1989       |
| XVI    | Vadico Valdir Bucchi                         | 23 giugno 1989 - 14 marzo 1990      |
| XVII   | Ibrahim Eris                                 | 15 marzo 1990 - 17 maggio 1991      |
| XVIII  | Francisco Gros                               | 17 maggio 1991 - 13 novembre 1992   |
| XIX    | Gustavo Loyola                               | 13 novembre 1992 - 26 marzo 1993    |
| XX     | Paulo César Ximenes                          | 26 marzo 1993 - 9 settembre 1993    |
| XXI    | Pedro Malan                                  | 9 settembre 1993 - 31 dicembre 1994 |
| XXII   | Gustavo Henrique de Barroso Franco (interim) | 31 dicembre 1994 - 11 gennaio 1995  |
| XXIII  | Pérsio Arida                                 | 11 gennaio 1995 - 13 giugno 1995    |
| XXIV   | Gustavo Jorge Laboissière Loyola             | 13 giugno 1995 - 20 agosto 1997     |
| XXV    | Gustavo Henrique de Barroso Franco           | 20 agosto 1997 - 4 settembre 1999   |
| XXVI   | Arminio Fraga                                | 4 settembre 1999 - 1º gennaio 2003  |
| XXVII  | Henrique Meirelles                           | 1º gennaio 2003 - 31 dicembre 2010  |
| XXVIII | Alexandre Tombini                            | 1º gennaio 2011 - 9 giugno 2016     |
| XXIX   | Ilan Goldfajn                                | 9 giugno 2016 - 28 febbraio 2019    |
| XXX    | Roberto Campos Neto                          | 28 febbraio 2019 - presente         |